# Paul Rohde
Paul Rohde (* 2. Juli 1878 in Magdeburg; † 17. April 1941 in Garmisch-Partenkirchen) war ein deutscher Unternehmer in der Montan- und Rüstungsindustrie, der die NSDAP förderte.

## Leben
Im Jahr 1902 wurde er Teilhaber und 1909 alleiniger Inhaber des Stahlwerks Otto Mansfeld & Co. GmbH. 1926 besaß er 80 % der Aktien der Gelsenkirchener Gussstahl- und Eisenwerke AG, deren Vorstandsvorsitzender er wurde und die er in Rheinisch-Westfälische Stahl- und Walzwerke AG umfirmierte. Er war Teilhaber des bedeutenden Rüstungskonzerns Berlin-Karlsruher Waffenfabrik AG, wo er der Stellvertreter von Günther Quandt war. Außerdem war er Aufsichtsratsvorsitzender der Mauser-Werke AG und Aufsichtsratsmitglied der Daimler-Benz AG.
Im Dezember 1929 verkaufte er seine Unternehmen an die Vereinigte Stahlwerke AG.
Der Reichsminister für Volksaufklärung und Propaganda Joseph Goebbels berief Paul Rohde im Oktober 1933 in den Verwaltungsrat des Werberats der deutschen Wirtschaft.
Am 19. Juni 1938 schrieb Emil Georg von Stauß an Heinrich Schallbroch:

„Er [Rohde] ist mir schon eine Reihe von Jahren vor der Machtergreifung auch politisch nahe gestanden und hat früher als die meisten anderen Männer der Wirtschaft die Entwicklung des Nationalsozialismus anerkannt und gefördert.“

Außerdem versorgte er vor 1933 die SA mit Waffen. Im Jahr 1931 vermittelte er zusammen mit dem Bankier Paul Hamel ein Gespräch zwischen Günther Quandt und Adolf Hitler im Berliner Hotel Kaiserhof. Er gehörte auch der 1931 gegründeten profaschistischen Gesellschaft zum Studium des Faschismus an.
Von 1933 bis 1935 war Rohde Präsident des Reichsverbands des Deutschen Groß- und Überseehandels.